# Scinax onca
Scinax onca es una especie de anfibio endémico de Brasil.
La rana adulta macho mide 31,3-34.6 mm de largo y la hembra 35,5-40,4 mm de largo. La piel del dorso es de color marrón con puntos marrones más oscuros. Las ingles son de color blanco con puntos negros. El vientre es de color amarillo, con puntos marrones oscuros. El iris de su ojo es de color anaranjado. Partes de las piernas son de color negro.
Los renacuajos son de color gris-marrón con una raya de color marrón oscuro, de cada ojo a la nariz. Hay puntos marrones en las aletas. Los científicos capturaron los renacuajos en un estanque sin arroyos.